# Charlotte (pomme de terre)
Pour les articles homonymes, voir Charlotte.
La Charlotte est une variété de pomme de terre créée en France, au sein d'un laboratoire de recherche sur la pomme de terre, au domaine de Trévarez (Finistère). Mise sur le marché en 1981, elle a été sous licence jusqu'en 2011. Depuis, son utilisation est libre.
Cette variété figure parmi celles autorisées par le cahier des charges pour la production de la « Pomme de terre de l'île de Ré » (AOP).

## Caractéristiques
Elle est de forme oblongue, à la peau fine et à la chair ferme.
Elle est très productive et d'une excellente tenue à la cuisson. Elle convient pour la cuisson à la vapeur, pour la sauter mais pas pour la rôtir. C'est la variété à chair ferme la plus cultivée en France.